# Commotion (logiciel)
Pour l’article homonyme, voir commotion.
Commotion est un projet de logiciel libre permettant d'établir des réseaux en topologie mesh et, par extension, de permettre un accès à internet gratuit tout en protégeant l'anonymat et la sécurité des internautes.
Le projet a été lancé en 2011. Prévue pour 2012, la première version stable est sortie en décembre 2013.
Commotion s'appuie entre autres sur OLSR, OpenWrt, OpenBTS, et Serval project (en).

## Fonctionnement
Commotion permet la création de réseaux mesh sans fil Wi-Fi autonomes, ce qui signifie qu'aucune connexion à un autre réseau (internet par exemple) n'est nécessaire.
Chaque appareil connecté au réseau est un nœud du réseau. Il émet et reçoit des informations via ondes Wi-Fi, et propage ainsi l'étendue du réseau.
Les informations sont chiffrées pour des raisons de sécurité.

## Enjeux
La réduction de la fracture numérique, la couverture des zones touchées par des catastrophes naturelles ou des conflits, la protection de l'anonymat des internautes vivant dans des pays peu respectueux des droits de l'homme ou pratiquant la censure font partie des avantages escomptés par son directeur Sascha Meinrath,. Le projet est financé par la New America Foundation (en) et a reçu une subvention du département d'État des États-Unis de 2 millions de dollars,.